# Robert Lebel (évêque)
Pour les articles homonymes, voir Robert Lebel et Lebel.
Monseigneur Robert Lebel, né le 8 novembre 1924, et mort le 25 mai 2015 à Salaberry-de-Valleyfield est un homme d'Église canadien. Il fut évêque de Valleyfield de 1976 à 2000. Originaire de Trois-Pistoles (Québec), il reçut l'ordre en l'année 1950. Il avait été nommé évêque par Paul VI et consacré à l'épiscopat par Mgr Gérard-Marie Coderre. Ses coconsécrateurs furent Mgrs Paul Grégoire et Louis Lévesque. En 2000, Mgr Luc Cyr lui succède en tant qu'évêque de Valleyfield.